# Rodrigo de Paul
Rodrigo Javier de Paul (AFI: [roˈðɾiɣo ðe pol]; Sarandí, 24 maggio 1994) è un calciatore argentino, centrocampista dell'Inter Miami, e della nazionale argentina, con cui è diventato campione del mondo nel 2022 oltre che campione del Sud America nel 2021 e nel 2024.

## Caratteristiche tecniche
Nasce calcisticamente come mezzala, ma può essere impiegato anche come trequartista o esterno d'attacco. Abbina controllo di palla, dribbling e rapidità di passo; eccelle, inoltre, nel dettare l'ultimo passaggio grazie a una buona visione di gioco. Si dimostra a suo agio anche in fase difensiva, per via della sua fisicità e del suo tempismo negli intercetti, con cui può ribaltare repentinamente il gioco e dare il via ad azioni di contropiede. Proprio per quest'ultima caratteristica, sotto la guida di Diego Simeone nel club e di Lionel Scaloni in nazionale viene arretrata la sua posizione, venendo impiegato sempre più frequentemente come mezzala in un centrocampo a 3 oppure come interno o esterno di centrocampo a 4 con compiti di ripiegamento.

## Carriera

### Club

#### Racing Avellaneda e Valencia
Cresciuto nel settore giovanile del Racing Club, il 10 febbraio 2013 debutta nel Torneo Final del campionato argentino, subentrando a Mauro Camoranesi nella sconfitta per 0-3 contro l'Atlético Rafaela. Un mese più tardi realizza la sua prima rete in carriera in occasione della gara vinta contro il San Martín (SJ). Conclude la prima stagione da professionista con 19 presenze, che gli permettono di essere confermato in prima squadra per l'annata successiva.
Il 9 maggio 2014 il Valencia ne rileva le prestazioni per 6,5 milioni di euro. Il 23 agosto debutta in Liga, nel match contro il Siviglia, venendo però espulso dopo appena un minuto dal suo ingresso in campo. Il 4 dicembre seguente segna il primo gol con gli spagnoli, decisivo per il passaggio del turno nella gara di Coppa del Re contro il Rayo Vallecano. Il 9 aprile 2015 trova, invece, la sua prima rete in campionato sul terreno dell'Athletic Bilbao. Conclusa la prima stagione con 29 presenze totali, nella seconda non rende allo stesso modo (12 presenze di cui due in Champions League), perciò il 4 febbraio 2016 torna in prestito semestrale al Racing.

#### Udinese
Il 20 luglio 2016 viene acquistato dall'Udinese per una cifra intorno ai 3 milioni di euro. Esordisce in maglia bianconera il 13 agosto, nel terzo turno di Coppa Italia contro lo Spezia, segnando anche il gol che apre le marcature nel 2-3 finale a favore dei liguri. Il primo gol in Serie A arriva il 29 gennaio 2017, nella partita contro il Milan, che risulterà poi decisivo per la vittoria per 2-1. Grazie ad una grande maturazione dal punto di vista del rendimento (triennio 2018-2021), nel novembre 2020 diventa capitano del club al posto di Kevin Lasagna. Conclude l'esperienza friulana con 34 reti in 184 presenze.

#### Atlético Madrid
Il 12 luglio 2021 viene annunciato il suo trasferimento all'Atlético Madrid per la cifra di 35 milioni di euro. Il 3 dicembre 2023 gioca la sua partita numero 100 con la maglia dell'Atlético. Conclude la sua esperienza con la squadra spagnola dopo quattro stagioni, in cui ha collezionato 187 presenze e 14 reti.

#### Inter Miami
Il 25 luglio 2025 passa in prestito con diritto di riscatto all'Inter Miami, con cui sottoscrive un accordo valido fino al 2029.

### Nazionale

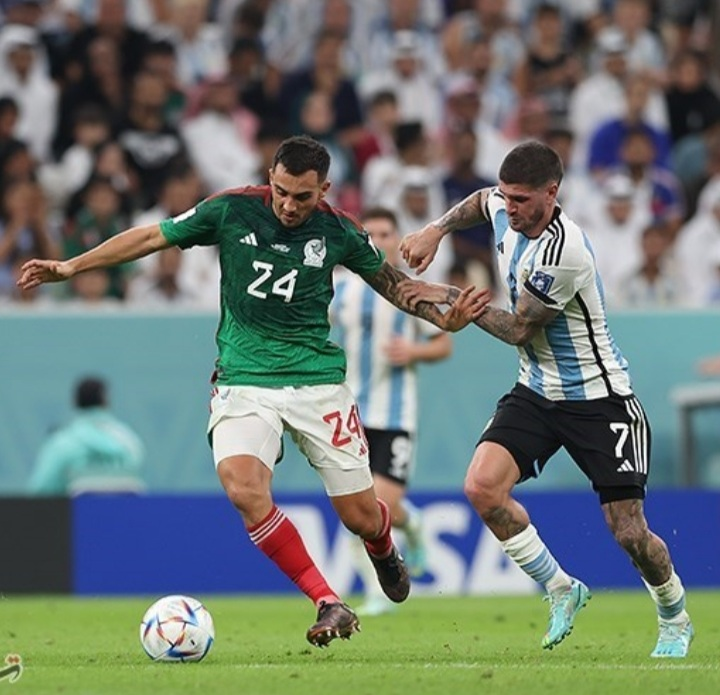
De Paul (a destra) in contrasto con il calciatore messicano Luis Chávez durante il.

Nel settembre 2018 viene convocato per la prima volta in nazionale maggiore dal commissario tecnico Lionel Scaloni, esordendo da titolare in occasione dell'amichevole contro l'Iraq dell'11 ottobre seguente.
Divenuto presto un perno fondamentale del centrocampo albiceleste, viene selezionato per la Copa América sia nel 2019 che nel 2021. In quest'ultima edizione, oltre a realizzare la sua prima rete nel successo per 3-0 contro l'Ecuador agli ottavi di finale, risulta decisivo nella finale contro il Brasile grazie all'assist per il gol vittoria di Ángel Di María (1-0).
Il 1º giugno 2022 si aggiudica la Coppa dei Campioni CONMEBOL-UEFA, superando l'Italia per 3-0. Convocato per il campionato mondiale in Qatar, si conferma un elemento imprescindibile per la sua nazionale. De Paul gioca tutte le gare da titolare, compresa la finale contro la Francia: grazie alla vittoria per 4-2 ai tiri di rigore (dopo il 3-3 dei tempi supplementari), si laurea campione del mondo con l'Argentina. Nel 2024 bissa il titolo continentale grazie alla vittoria in finale contro la Colombia.

## Statistiche

### Presenze e reti nei club
Statistiche aggiornate al 17 agosto 2025.
| Stagione               | Squadra                | Campionato             | Campionato | Campionato | Coppe nazionali | Coppe nazionali | Coppe nazionali | Coppe continentali | Coppe continentali | Coppe continentali | Altre coppe | Altre coppe | Altre coppe | Totale | Totale |
| Stagione               | Squadra                | Comp                   | Pres       | Reti       | Comp            | Pres            | Reti            | Comp               | Pres               | Reti               | Comp        | Pres        | Reti        | Pres   | Reti   |
| ---------------------- | ---------------------- | ---------------------- | ---------- | ---------- | --------------- | --------------- | --------------- | ------------------ | ------------------ | ------------------ | ----------- | ----------- | ----------- | ------ | ------ |
| 2012-2013              | Racing Club            | PD                     | 19         | 2          | CA              | 1               | 0               | CS                 | 0                  | 0                  | -           | -           | -           | 20     | 2      |
| 2013-2014              | Racing Club            | PD                     | 35         | 4          | CA              | 0               | 0               | CS                 | 2                  | 0                  | -           | -           | -           | 37     | 4      |
| 2014-2015              | Valencia               | PD                     | 25         | 1          | CR              | 4               | 1               | -                  | -                  | -                  | -           | -           | -           | 29     | 2      |
| 2015-feb. 2016         | Valencia               | PD                     | 9          | 0          | CR              | 3               | 0               | UCL                | 3                  | 0                  | -           | -           | -           | 15     | 0      |
| Totale Valencia        | Totale Valencia        | Totale Valencia        | 34         | 1          |                 | 7               | 1               |                    | 3                  | 0                  |             | -           | -           | 44     | 2      |
| 2016                   | Racing Club            | PD                     | 11         | 0          | CA              | 1               | 0               | CL                 | 3                  | 1                  | -           | -           | -           | 15     | 1      |
| Totale Racing Club     | Totale Racing Club     | Totale Racing Club     | 65         | 6          |                 | 2               | 0               |                    | 5                  | 1                  | -           | -           | -           | 72     | 7      |
| 2016-2017              | Udinese                | A                      | 34         | 4          | CI              | 1               | 1               | -                  | -                  | -                  | -           | -           | -           | 35     | 5      |
| 2017-2018              | Udinese                | A                      | 37         | 4          | CI              | 2               | 0               | -                  | -                  | -                  | -           | -           | -           | 39     | 4      |
| 2018-2019              | Udinese                | A                      | 36         | 9          | CI              | 1               | 0               | -                  | -                  | -                  | -           | -           | -           | 37     | 9      |
| 2019-2020              | Udinese                | A                      | 34         | 7          | CI              | 1               | 0               | -                  | -                  | -                  | -           | -           | -           | 35     | 7      |
| 2020-2021              | Udinese                | A                      | 36         | 9          | CI              | 2               | 0               | -                  | -                  | -                  | -           | -           | -           | 38     | 9      |
| Totale Udinese         | Totale Udinese         | Totale Udinese         | 177        | 33         |                 | 7               | 1               |                    | -                  | -                  |             | -           | -           | 184    | 34     |
| 2021-2022              | Atlético Madrid        | PD                     | 36         | 3          | CR              | 2               | 0               | UCL                | 9                  | 1                  | SS          | 1           | 0           | 48     | 4      |
| 2022-2023              | Atlético Madrid        | PD                     | 30         | 2          | CR              | 3               | 0               | UCL                | 5                  | 1                  | -           | -           | -           | 38     | 3      |
| 2023-2024              | Atlético Madrid        | PD                     | 34         | 3          | CR              | 5               | 0               | UCL                | 8                  | 1                  | SS          | 1           | 0           | 48     | 4      |
| 2024-2025              | Atlético Madrid        | PD                     | 34         | 3          | CR              | 6               | 0               | UCL                | 10                 | 0                  | Cmc         | 3           | 0           | 53     | 3      |
| Totale Atlético Madrid | Totale Atlético Madrid | Totale Atlético Madrid | 134        | 11         |                 | 16              | 0               |                    | 32                 | 3                  |             | 5           | 0           | 187    | 14     |
| lug.-dic. 2025         | Inter Miami            | MLS                    | 2          | 0          | -               | -               | -               | CCC                | 0                  | 0                  | CmC+LC      | 0+3         | 0+1         | 5      | 1      |
| Totale carriera        | Totale carriera        | Totale carriera        | 412        | 51         |                 | 32              | 2               |                    | 40                 | 4                  |             | 8           | 1           | 492    | 58     |

### Cronologia presenze e reti in nazionale
| Cronologia completa delle presenze e delle reti in nazionale ― Argentina | Cronologia completa delle presenze e delle reti in nazionale ― Argentina | Cronologia completa delle presenze e delle reti in nazionale ― Argentina | Cronologia completa delle presenze e delle reti in nazionale ― Argentina | Cronologia completa delle presenze e delle reti in nazionale ― Argentina | Cronologia completa delle presenze e delle reti in nazionale ― Argentina | Cronologia completa delle presenze e delle reti in nazionale ― Argentina | Cronologia completa delle presenze e delle reti in nazionale ― Argentina |
| Data                                                                     | Città                                                                    | In casa                                                                  | Risultato                                                                | Ospiti                                                                   | Competizione                                                             | Reti                                                                     | Note                                                                     |
| ------------------------------------------------------------------------ | ------------------------------------------------------------------------ | ------------------------------------------------------------------------ | ------------------------------------------------------------------------ | ------------------------------------------------------------------------ | ------------------------------------------------------------------------ | ------------------------------------------------------------------------ | ------------------------------------------------------------------------ |
| 11-10-2018                                                               | Riyad                                                                    | Iraq                                                                     | 0 – 4                                                                    | Argentina                                                                | Amichevole                                                               | -                                                                        | 46’                                                                      |
| 16-11-2018                                                               | Córdoba                                                                  | Argentina                                                                | 2 – 0                                                                    | Messico                                                                  | Amichevole                                                               | -                                                                        | 46’                                                                      |
| 21-11-2018                                                               | Mendoza                                                                  | Argentina                                                                | 2 – 0                                                                    | Messico                                                                  | Amichevole                                                               | -                                                                        | 46’                                                                      |
| 26-3-2019                                                                | Tangeri                                                                  | Marocco                                                                  | 0 – 1                                                                    | Argentina                                                                | Amichevole                                                               | -                                                                        | 62’                                                                      |
| 8-6-2019                                                                 | San Juan                                                                 | Argentina                                                                | 5 – 1                                                                    | Nicaragua                                                                | Amichevole                                                               | -                                                                        | 62’                                                                      |
| 15-6-2019                                                                | Salvador                                                                 | Argentina                                                                | 0 – 2                                                                    | Colombia                                                                 | Coppa America 2019 - 1º turno                                            | -                                                                        | 46’                                                                      |
| 19-6-2019                                                                | Belo Horizonte                                                           | Argentina                                                                | 1 – 1                                                                    | Paraguay                                                                 | Coppa America 2019 - 1º turno                                            | -                                                                        | 81’                                                                      |
| 23-6-2019                                                                | Porto Alegre                                                             | Qatar                                                                    | 0 – 2                                                                    | Argentina                                                                | Coppa America 2019 - 1º turno                                            | -                                                                        |                                                                          |
| 28-6-2019                                                                | Rio de Janeiro                                                           | Venezuela                                                                | 0 – 2                                                                    | Argentina                                                                | Coppa America 2019 - Quarti di finale                                    | -                                                                        |                                                                          |
| 2-7-2019                                                                 | Belo Horizonte                                                           | Brasile                                                                  | 2 – 0                                                                    | Argentina                                                                | Coppa America 2019 - Semifinale                                          | -                                                                        | 67’                                                                      |
| 6-7-2019                                                                 | San Paolo                                                                | Argentina                                                                | 2 – 1                                                                    | Cile                                                                     | Coppa America 2019 - Finale 3º posto                                     | -                                                                        |                                                                          |
| 5-9-2019                                                                 | Los Angeles                                                              | Cile                                                                     | 0 – 0                                                                    | Argentina                                                                | Amichevole                                                               | -                                                                        | 62’ 67’                                                                  |
| 10-9-2019                                                                | San Antonio                                                              | Argentina                                                                | 4 – 0                                                                    | Messico                                                                  | Amichevole                                                               | -                                                                        | 70’ 87’                                                                  |
| 9-10-2019                                                                | Dortmund                                                                 | Germania                                                                 | 2 – 2                                                                    | Argentina                                                                | Amichevole                                                               | -                                                                        | 30’ 90+2’                                                                |
| 13-10-2019                                                               | Elche                                                                    | Ecuador                                                                  | 1 – 6                                                                    | Argentina                                                                | Amichevole                                                               | -                                                                        |                                                                          |
| 15-11-2019                                                               | Riyad                                                                    | Brasile                                                                  | 0 – 1                                                                    | Argentina                                                                | Amichevole                                                               | -                                                                        | 43’ 90’                                                                  |
| 18-11-2019                                                               | Tel Aviv                                                                 | Argentina                                                                | 2 – 2                                                                    | Uruguay                                                                  | Amichevole                                                               | -                                                                        | 88’                                                                      |
| 8-10-2020                                                                | Buenos Aires                                                             | Argentina                                                                | 1 – 0                                                                    | Ecuador                                                                  | Qual. Mondiali 2022                                                      | -                                                                        |                                                                          |
| 13-10-2020                                                               | La Paz                                                                   | Bolivia                                                                  | 1 – 2                                                                    | Argentina                                                                | Qual. Mondiali 2022                                                      | -                                                                        | 69’                                                                      |
| 12-11-2020                                                               | Buenos Aires                                                             | Argentina                                                                | 1 – 1                                                                    | Paraguay                                                                 | Qual. Mondiali 2022                                                      | -                                                                        | 45’ 60’                                                                  |
| 17-11-2020                                                               | Lima                                                                     | Perù                                                                     | 0 – 2                                                                    | Argentina                                                                | Qual. Mondiali 2022                                                      | -                                                                        | 57’                                                                      |
| 3-6-2021                                                                 | Santiago del Estero                                                      | Argentina                                                                | 1 – 1                                                                    | Cile                                                                     | Qual. Mondiali 2022                                                      | -                                                                        |                                                                          |
| 8-6-2021                                                                 | Barranquilla                                                             | Colombia                                                                 | 2 – 2                                                                    | Argentina                                                                | Qual. Mondiali 2022                                                      | -                                                                        |                                                                          |
| 14-6-2021                                                                | Rio de Janeiro                                                           | Argentina                                                                | 1 – 1                                                                    | Cile                                                                     | Coppa America 2021 - 1º turno                                            | -                                                                        |                                                                          |
| 18-6-2021                                                                | Brasilia                                                                 | Argentina                                                                | 1 – 0                                                                    | Uruguay                                                                  | Coppa America 2021 - 1º turno                                            | -                                                                        | 90+3’                                                                    |
| 21-6-2021                                                                | Brasilia                                                                 | Argentina                                                                | 1 – 0                                                                    | Paraguay                                                                 | Coppa America 2021 - 1º turno                                            | -                                                                        | 72’                                                                      |
| 3-7-2021                                                                 | Goiânia                                                                  | Argentina                                                                | 3 – 0                                                                    | Ecuador                                                                  | Coppa America 2021 - Quarti di finale                                    | 1                                                                        |                                                                          |
| 6-7-2021                                                                 | Brasilia                                                                 | Argentina                                                                | 1 – 1 dts (3 – 2 dtr)                                                    | Colombia                                                                 | Coppa America 2021 - Semifinale                                          | -                                                                        |                                                                          |
| 10-7-2021                                                                | Rio de Janeiro                                                           | Argentina                                                                | 1 – 0                                                                    | Brasile                                                                  | Coppa America 2021 - Finale                                              | -                                                                        | 68’                                                                      |
| 2-9-2021                                                                 | Caracas                                                                  | Venezuela                                                                | 1 – 3                                                                    | Argentina                                                                | Qual. Mondiali 2022                                                      | -                                                                        | 76’                                                                      |
| 9-9-2021                                                                 | Buenos Aires                                                             | Argentina                                                                | 3 – 0                                                                    | Bolivia                                                                  | Qual. Mondiali 2022                                                      | -                                                                        |                                                                          |
| 7-10-2021                                                                | Asunción                                                                 | Paraguay                                                                 | 0 – 0                                                                    | Argentina                                                                | Qual. Mondiali 2022                                                      | -                                                                        | 46’                                                                      |
| 10-10-2021                                                               | Buenos Aires                                                             | Argentina                                                                | 3 – 0                                                                    | Uruguay                                                                  | Qual. Mondiali 2022                                                      | 1                                                                        | 65’                                                                      |
| 14-10-2021                                                               | Buenos Aires                                                             | Argentina                                                                | 1 – 0                                                                    | Perù                                                                     | Qual. Mondiali 2022                                                      | -                                                                        |                                                                          |
| 12-11-2021                                                               | Montevideo                                                               | Uruguay                                                                  | 0 – 1                                                                    | Argentina                                                                | Qual. Mondiali 2022                                                      | -                                                                        | 81’                                                                      |
| 16-11-2021                                                               | San Juan                                                                 | Argentina                                                                | 0 – 0                                                                    | Brasile                                                                  | Qual. Mondiali 2022                                                      | -                                                                        |                                                                          |
| 27-1-2022                                                                | Calama                                                                   | Cile                                                                     | 1 – 2                                                                    | Argentina                                                                | Qual. Mondiali 2022                                                      | -                                                                        | 54’ 70’                                                                  |
| 25-3-2022                                                                | Buenos Aires                                                             | Argentina                                                                | 3 – 0                                                                    | Venezuela                                                                | Qual. Mondiali 2022                                                      | -                                                                        |                                                                          |
| 29-3-2022                                                                | Guayaquil                                                                | Ecuador                                                                  | 1 – 1                                                                    | Argentina                                                                | Qual. Mondiali 2022                                                      | -                                                                        |                                                                          |
| 1-6-2022                                                                 | Londra                                                                   | Italia                                                                   | 0 – 3                                                                    | Argentina                                                                | Coppa dei Campioni CONMEBOL-UEFA 2022                                    | -                                                                        | 76’                                                                      |
| 5-6-2022                                                                 | Pamplona                                                                 | Argentina                                                                | 5 – 0                                                                    | Estonia                                                                  | Amichevole                                                               | -                                                                        | 62’                                                                      |
| 24-9-2022                                                                | Miami Gardens                                                            | Argentina                                                                | 3 – 0                                                                    | Honduras                                                                 | Amichevole                                                               | -                                                                        | 72’                                                                      |
| 28-9-2022                                                                | Harrison                                                                 | Argentina                                                                | 3 – 0                                                                    | Giamaica                                                                 | Amichevole                                                               | -                                                                        | 71’                                                                      |
| 16-11-2022                                                               | Abu Dhabi                                                                | Emirati Arabi Uniti                                                      | 0 – 5                                                                    | Argentina                                                                | Amichevole                                                               | -                                                                        |                                                                          |
| 22-11-2022                                                               | Lusail                                                                   | Argentina                                                                | 1 – 2                                                                    | Arabia Saudita                                                           | Mondiali 2022 - 1º turno                                                 | -                                                                        |                                                                          |
| 26-11-2022                                                               | Lusail                                                                   | Argentina                                                                | 2 – 0                                                                    | Messico                                                                  | Mondiali 2022 - 1º turno                                                 | -                                                                        |                                                                          |
| 30-11-2022                                                               | Doha                                                                     | Polonia                                                                  | 0 – 2                                                                    | Argentina                                                                | Mondiali 2022 - 1º turno                                                 | -                                                                        |                                                                          |
| 3-12-2022                                                                | Al Rayyan                                                                | Argentina                                                                | 2 – 1                                                                    | Australia                                                                | Mondiali 2022 - Ottavi di finale                                         | -                                                                        |                                                                          |
| 9-12-2022                                                                | Lusail                                                                   | Paesi Bassi                                                              | 2 – 2 dts (3 – 4 dtr)                                                    | Argentina                                                                | Mondiali 2022 - Quarti di finale                                         | -                                                                        | 66’                                                                      |
| 13-12-2022                                                               | Lusail                                                                   | Argentina                                                                | 3 – 0                                                                    | Croazia                                                                  | Mondiali 2022 - Semifinale                                               | -                                                                        | 74’                                                                      |
| 18-12-2022                                                               | Lusail                                                                   | Argentina                                                                | 3 – 3 dts (4 – 2 dtr)                                                    | Francia                                                                  | Mondiali 2022 - Finale                                                   | -                                                                        | 102’                                                                     |
| 23-3-2023                                                                | Buenos Aires                                                             | Argentina                                                                | 2 – 0                                                                    | Panama                                                                   | Amichevole                                                               | -                                                                        |                                                                          |
| 28-3-2023                                                                | Santiago del Estero                                                      | Argentina                                                                | 7 – 0                                                                    | Curaçao                                                                  | Amichevole                                                               | -                                                                        | 50’ 81’                                                                  |
| 15-6-2023                                                                | Pechino                                                                  | Argentina                                                                | 2 – 0                                                                    | Australia                                                                | Amichevole                                                               | -                                                                        | 79’                                                                      |
| 7-9-2023                                                                 | Buenos Aires                                                             | Argentina                                                                | 1 – 0                                                                    | Ecuador                                                                  | Qual. Mondiali 2026                                                      | -                                                                        |                                                                          |
| 12-9-2023                                                                | La Paz                                                                   | Bolivia                                                                  | 0 – 3                                                                    | Argentina                                                                | Qual. Mondiali 2026                                                      | -                                                                        | 76’                                                                      |
| 12-10-2023                                                               | Buenos Aires                                                             | Argentina                                                                | 1 – 0                                                                    | Paraguay                                                                 | Qual. Mondiali 2026                                                      | -                                                                        | 90+4’                                                                    |
| 17-10-2023                                                               | Lima                                                                     | Perù                                                                     | 0 – 2                                                                    | Argentina                                                                | Qual. Mondiali 2026                                                      | -                                                                        | 78’                                                                      |
| 16-11-2023                                                               | Buenos Aires                                                             | Argentina                                                                | 0 – 2                                                                    | Uruguay                                                                  | Qual. Mondiali 2026                                                      | -                                                                        |                                                                          |
| 21-11-2023                                                               | Rio de Janeiro                                                           | Brasile                                                                  | 0 – 1                                                                    | Argentina                                                                | Qual. Mondiali 2026                                                      | -                                                                        |                                                                          |
| 22-3-2024                                                                | Filadelfia                                                               | Argentina                                                                | 3 – 0                                                                    | El Salvador                                                              | Amichevole                                                               | -                                                                        | 65’                                                                      |
| 26-3-2024                                                                | Los Angeles                                                              | Argentina                                                                | 3 – 1                                                                    | Costa Rica                                                               | Amichevole                                                               | -                                                                        | 72’                                                                      |
| 9-6-2024                                                                 | Chicago                                                                  | Argentina                                                                | 1 – 0                                                                    | Ecuador                                                                  | Amichevole                                                               | -                                                                        | 86’                                                                      |
| 14-6-2024                                                                | Landover                                                                 | Argentina                                                                | 4 – 1                                                                    | Guatemala                                                                | Amichevole                                                               | -                                                                        | 62’                                                                      |
| 20-6-2024                                                                | Atlanta                                                                  | Argentina                                                                | 2 – 0                                                                    | Canada                                                                   | Coppa America 2024 - 1º turno                                            | -                                                                        | 61’                                                                      |
| 25-6-2024                                                                | East Rutherford                                                          | Cile                                                                     | 0 – 1                                                                    | Argentina                                                                | Coppa America 2024 - 1º turno                                            | -                                                                        |                                                                          |
| 4-7-2024                                                                 | Houston                                                                  | Argentina                                                                | 1 – 1 (4 – 2 dtr)                                                        | Ecuador                                                                  | Coppa America 2024 - Quarti di finale                                    | -                                                                        |                                                                          |
| 9-7-2024                                                                 | East Rutherford                                                          | Argentina                                                                | 2 – 0                                                                    | Canada                                                                   | Coppa America 2024 - Semifinale                                          | -                                                                        |                                                                          |
| 14-7-2024                                                                | Miami Gardens                                                            | Argentina                                                                | 1 – 0 dts                                                                | Colombia                                                                 | Coppa America 2024 - Finale                                              | -                                                                        |                                                                          |
| 5-9-2024                                                                 | Buenos Aires                                                             | Argentina                                                                | 3 – 0                                                                    | Cile                                                                     | Qual. Mondiali 2026                                                      | -                                                                        | 30’                                                                      |
| 10-9-2024                                                                | Barranquilla                                                             | Colombia                                                                 | 2 – 1                                                                    | Argentina                                                                | Qual. Mondiali 2026                                                      | -                                                                        | 74’                                                                      |
| 10-10-2024                                                               | Maturín                                                                  | Venezuela                                                                | 1 – 1                                                                    | Argentina                                                                | Qual. Mondiali 2026                                                      | -                                                                        |                                                                          |
| 15-10-2024                                                               | Buenos Aires                                                             | Argentina                                                                | 6 – 0                                                                    | Bolivia                                                                  | Qual. Mondiali 2026                                                      | -                                                                        | 65’                                                                      |
| 14-11-2024                                                               | Asunción                                                                 | Paraguay                                                                 | 2 – 1                                                                    | Argentina                                                                | Qual. Mondiali 2026                                                      | -                                                                        |                                                                          |
| 19-11-2024                                                               | Buenos Aires                                                             | Argentina                                                                | 1 – 0                                                                    | Perù                                                                     | Qual. Mondiali 2026                                                      | -                                                                        | 81’                                                                      |
| 25-3-2025                                                                | Buenos Aires                                                             | Argentina                                                                | 4 – 1                                                                    | Brasile                                                                  | Qual. Mondiali 2026                                                      | -                                                                        | 75’                                                                      |
| 5-6-2025                                                                 | Santiago del Cile                                                        | Cile                                                                     | 0 – 1                                                                    | Argentina                                                                | Qual. Mondiali 2026                                                      | -                                                                        |                                                                          |
| 10-6-2025                                                                | Buenos Aires                                                             | Argentina                                                                | 1 – 1                                                                    | Colombia                                                                 | Qual. Mondiali 2026                                                      | -                                                                        | 46’                                                                      |
| Totale                                                                   |                                                                          | Presenze                                                                 | 78                                                                       |                                                                          | Reti                                                                     | 2                                                                        |                                                                          |

## Palmarès

### Nazionale
- Coppa America: 2

Brasile 2021, Stati Uniti 2024
- Coppa dei Campioni CONMEBOL-UEFA: 1

Finalissima 2022
- Campionato mondiale: 1

Qatar 2022

### Individuale
- Squadra ideale della Copa América: 1

Brasile 2021